# Кесвік (Айова)
Кесвік (англ. Keswick) — місто (англ. city) в США, в окрузі Кіокак штату Айова. Населення — 242 особи (2020).

## Географія
Кесвік розташований за координатами 41°27′17″ пн. ш. 92°14′18″ зх. д. / 41.45472° пн. ш. 92.23833° зх. д. (41.454665, -92.238217).  За даними Бюро перепису населення США в 2010 році місто мало площу 1,12 км², уся площа — суходіл.

## Демографія
Згідно з переписом 2010 року, у місті мешкало 246 осіб у 105 домогосподарствах у складі 69 родин. Густота населення становила 219 осіб/км².  Було 118 помешкань (105/км²).
Расовий склад населення:
| - 97,6 % — білих - 1,2 % — корінних американців |

До двох чи більше рас належало 1,2 %. Частка іспаномовних становила 0,0 % від усіх жителів.
За віковим діапазоном населення розподілялося таким чином: 24,0 % — особи молодші 18 років, 57,3 % — особи у віці 18—64 років, 18,7 % — особи у віці 65 років та старші. Медіана віку мешканця становила 38,3 року. На 100 осіб жіночої статі у місті припадало 86,4 чоловіків;  на 100 жінок у віці від 18 років та старших — 90,8 чоловіків також старших 18 років.
Середній дохід на одне домашнє господарство  становив 55 972 долари США (медіана — 41 635), а середній дохід на одну сім'ю — 65 479 доларів (медіана — 53 542). За межею бідності перебувало 8,3 % осіб, у тому числі 6,6 % дітей у віці до 18 років та 7,7 % осіб у віці 65 років та старших.
Цивільне працевлаштоване населення становило 120 осіб. Основні галузі зайнятості: виробництво — 25,8 %, освіта, охорона здоров'я та соціальна допомога — 21,7 %, роздрібна торгівля — 15,0 %, мистецтво, розваги та відпочинок — 11,7 %.